# An Interesting Story
An Interesting Story je britský němý film z roku 1904. Režisérem je James Williamson (1855–1933). Film trvá zhruba 4 minuty.

## Děj
Film zachycuje muže, který je tak zabrán do četby své knihy, že zapomíná vnímat svět kolem sebe.